# 信濃町立信濃小中学校
信濃町立信濃小中学校（しなのちょうりつ しなのしょうちゅうがっこう）は、長野県上水内郡信濃町にある義務教育学校。2012年4月に施設一体型小中一貫教育校となり、2016年4月に義務教育学校に移行した。

## 概要
学年は9学年4・5制で4年生までを初等部、5年生から9年生を高等部とし、高等部は5年から教科担任制となっている。

## 沿革
- 2012年（平成24年）4月 - 町内5小学校（古海・野尻湖・柏原・古間・富士里）を統合し、信濃町立信濃小学校とする。信濃町立信濃中学校と併設し、小中一貫教育校の信濃町立信濃小中学校と称する。
- 2016年（平成28年）4月 - 信濃町立信濃小学校及び信濃町立信濃中学校を廃止し、義務教育学校の信濃町立信濃小中学校を設置[2]。